# Rádóckölked
Rádóckölked là một thị trấn thuộc hạt Vas, Hungary. Thị trấn này có diện tích 18,95 km², dân số năm 2010 là 263 người, mật độ 14 người/km².